# Mathematische taalkunde
Mathematische taalkunde is een tak van de toegepaste taalkunde die wiskundige eigenschappen van natuurlijke taal bestudeert, vooral door algebraïsche, logische en statistische methoden toe te passen bij het bestuderen van vorm (syntaxis) en betekenis (semantiek) van natuurlijke taal.
De mathematische linguïstiek komt voort uit de filosofische en wiskundige logica. Aan de wieg ervan stonden onder andere Yehoshua Bar-Hillel, Noam Chomsky en Richard Montague. De mathematische linguïstiek is sterk verweven met de computationele taalkunde.
De mathematische taalkunde valt uiteen in twee deelgebieden: de statistische en de algebraïsche taalkunde.

## Algebraïsche taalkunde
De algebraïsche taalkunde bestudeert de grammatica (syntaxis, morfologie) en betekenis (semantiek, pragmatiek) van taal met behulp van onder andere formele logica, verzamelingenleer, automatentheorie en algoritmiek.